# Félix Gustave Saussier

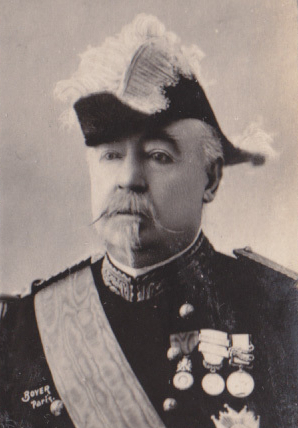
Félix-Gustave Saussier

Félix Gustave Saussier (* 16. Januar 1828 in Troyes; † 19. Dezember 1905 auf Château de Thimécourt, Luzarches, Département Seine-et-Oise) war ein französischer General und Abgeordneter.

## Leben
Saussier wurde in eine Familie von Textilindustriellen in Troyes geboren. Er trat 1850 nach dem Besuch der Militärschule Saint-Cyr als Offizier in ein Infanterieregiment ein, nahm am Krimkrieg, am Sardinischen Krieg in Italien 1859, an der Französischen Intervention in Mexiko 1862–66 und an einigen Feldzügen in Afrika teil. 1869 wurde er zum Oberst befördert.
Im Deutsch-Französischen Krieg 1870 befehligte er das 41. Infanterieregiment, das zur Besatzung der Festung Metz gehörte. Nach Deutschland in die Gefangenschaft abgeführt, entfloh er über Österreich und Italien und trat in Frankreich in die Loirearmee ein. Am 5. Januar 1871 wurde er zum Général de brigade befördert und später mit dem Kommando einer mobilen Kolonne in Algerien betraut.
Als er im November 1873 gegen den monarchistischen Kandidaten im Département Aube zum Deputierten gewählt wurde und sich dabei für republikanische Grundsätze erklärte, wurde er abgesetzt. In der Nationalversammlung gehörte er zum linken Zentrum und beteiligte sich besonders an den Verhandlungen über die Militärreform.
Im Mai 1876 wurde er wieder zum Kommandeur einer Brigade in Marseille ernannt, 1878 zum Général de division befördert (6. Juli) und erhielt 1879 den Oberbefehl über das 19. Armeekorps in Algerien, 1880 über das 6. Armeekorps in Châlons-sur-Marne. 1881 wurde er zum Oberbefehlshaber der Armee in Algerien und 1884 zum Militärgouverneur von Paris ernannt.
In der Dreyfus-Affäre war er zunächst nicht von der Schuld Dreyfus’ überzeugt. Von ihm stammen allerdings die Unterschriften zur strafrechtlichen Verfolgung sowohl Alfred Dreyfus’ als auch Esterházys.
1898 nahm er seinen Abschied aus dem aktiven Dienst. Félix Gustave Saussier starb am 19. Dezember 1905 auf seinem Besitz Château de Thimécourt in der Nähe von Luzarches.